# سلوم الكاهن
سلوم عمران إسحق الكاهن (وُلد في 13 يناير 1921 في نابلس – تُوفي في 9 فبراير 2004 في نابلس) هو كاهن فلسطيني كان يشغل منصب الكاهن الأكبر للطائفة السامرية في نابلس، وعضو سابق المجلس التشريعي الفلسطيني الأول عن الطائفة السامرية بعدما حصل على 2,451 صوت. كان معلمًا للتوراة واللغة العبرية القديمة، وإمامًا لصلاة السامريين وعضوًا في «لجنة القدس» و«لجنة الموازنة العامة» في المجلس التشريعي.

## وفاته
تُوفي سلوم الكاهن يوم الاثنين الموافق 9 فبراير 2004 عن عمر ناهز 83 عامًا في مدينة نابلس إثر مرض عضال ألم به. نعاه الرئيس الفلسطيني ياسر عرفات.
منحه الرئيس محمود عباس وسام نجمة الشرف من الدرجة العليا في 19 أكتوبر 2014.